# Hongkong i olympiska sommarspelen 2004
Hongkong i olympiska sommarspelen 2004 bestod av 32 idrottare som blivit uttagna av Hongkongs olympiska kommitté.

## Medaljörer
| Medalj | Namn                 | Sport      | Gren       |
| ------ | -------------------- | ---------- | ---------- |
| Silver | Ko Lai Chak Li Ching | Bordtennis | Herrdubbel |

## Badminton
| Idrottare                 | Gren       | Sextondelsfinaler         | Åttondelsfinaler                | Kvartsfinaler                  | Semifinaler          | Final                | Final            |
| Idrottare                 | Gren       | Motståndare Resultat      | Motståndare Resultat            | Motståndare Resultat           | Motståndare Resultat | Motståndare Resultat | Placering        |
| ------------------------- | ---------- | ------------------------- | ------------------------------- | ------------------------------ | -------------------- | -------------------- | ---------------- |
| Ling Wan Ting             | Damsingel  | Cheng (TPE) L 9-11, 8-11  | Gick inte vidare                | Gick inte vidare               | Gick inte vidare     | Gick inte vidare     | Gick inte vidare |
| Wang Chen                 | Damsingel  | Blanco (PER) W 11-1, 11-4 | Yao (NED) W 8-11, 13-10, 11-8   | Zhang (CHN) L 11-9, 6-11, 7-11 | Gick inte vidare     | Gick inte vidare     | Gick inte vidare |
| Koon Wai Chee Li Wing Mui | Damdubbel  | i.u.                      | Emms/Kellogg (GBR) L 4-15, 4-15 | Gick inte vidare               | Gick inte vidare     | Gick inte vidare     | Gick inte vidare |
| Ng Wei                    | Herrsingel | Lee (MAS) L 3-15, 13-15   | Gick inte vidare                | Gick inte vidare               | Gick inte vidare     | Gick inte vidare     | Gick inte vidare |

## Bordtennis
| Idrottare                | Gren       | Omgång 1             | Omgång 2             | Omgång 3                    | Omgång 4                     | Kvartsfinaler                   | Semifinaler                 | Final                     |                  |
| Idrottare                | Gren       | Motståndare Resultat | Motståndare Resultat | Motståndare Resultat        | Motståndare Resultat         | Motståndare Resultat            | Motståndare Resultat        | Motståndare Resultat      |                  |
| ------------------------ | ---------- | -------------------- | -------------------- | --------------------------- | ---------------------------- | ------------------------------- | --------------------------- | ------------------------- | ---------------- |
| Lau Sui-fei              | Damsingel  | BYE                  | BYE                  | Ganina (RUS) W 4-2          | Zhang (CHN) L 1-4            | Gick inte vidare                | Gick inte vidare            | Gick inte vidare          | Gick inte vidare |
| Lin Ling                 | Damsingel  | BYE                  | BYE                  | Zamfir (ROU) L 2-4          | Gick inte vidare             | Gick inte vidare                | Gick inte vidare            | Gick inte vidare          | Gick inte vidare |
| Tie Ya Na                | Damsingel  | BYE                  | BYE                  | Tóth (HUN) W 4-1            | Kim H (PRK) W 4-1            | Kim K (KOR) L 1-4               | Gick inte vidare            | Gick inte vidare          | Gick inte vidare |
| Lau Sui-fei Lin Ling     | Damdubbel  | BYE                  | BYE                  | Fadeyeva/Melnik (RUS) W 4-2 | Fujinuma/Umemura (JPN) L 2-4 | Gick inte vidare                | Gick inte vidare            | Gick inte vidare          | Gick inte vidare |
| Song Ah Sim Tie Ya Na    | Damdubbel  | BYE                  | BYE                  | BYE                         | Ganina/Palina (KOR) W 4-0    | Wang/Zhang (CHN) L 4-2          | Gick inte vidare            | Gick inte vidare          | Gick inte vidare |
| Ko Lai Chak              | Herrsingel | BYE                  | Kamal (IND) W 4-0    | Korbel (CZE) W 4-3          | Persson (SWE) W 4-1          | Wang L (CHN) L 1-4              | Gick inte vidare            | Gick inte vidare          | Gick inte vidare |
| Leung Chu Yan            | Herrsingel | BYE                  | O (PRK) W 4-1        | Maze (DEN) W 4-1            | Samsonov (BLR) W 4-3         | Ryu (KOR) L 2-4                 | Gick inte vidare            | Gick inte vidare          | Gick inte vidare |
| Li Ching                 | Herrsingel | BYE                  | Monteiro (BRA) W 4-1 | Schlager (AUT) L 2-4        | Gick inte vidare             | Gick inte vidare                | Gick inte vidare            | Gick inte vidare          | Gick inte vidare |
| Cheung Yuk Leung Chu Yan | Herrdubbel | i.u.                 | BYE                  | BYE                         | Mazunov/Smirnov (RUS) L 0-4  | Gick inte vidare                | Gick inte vidare            | Gick inte vidare          | Gick inte vidare |
| Ko Lai Chak Li Ching     | Herrdubbel | i.u.                 | BYE                  | BYE                         | Joo/Oh (KOR) W 4-1           | Grujić/ Karakašević (SCG) W 4-1 | Mazunov/Smirnov (RUS) W 4-2 | Final Chen/Ma (CHN) L 2-4 | 2                |

## Cykling

### Landsväg
Herrar
| Idrottare   | Gren                | Tid | Placering |
| ----------- | ------------------- | --- | --------- |
| Wong Kam-po | Herrarnas linjelopp | DNF | x         |

### Bana
Poänglopp
| Wong Kam-po | Herrarnas poänglopp | i.u. | i.u. | i.u. | i.u. | 0 Extravarv 2 poäng | 20 |

## Friidrott
Herrar
Bana, maraton och gång
| Idrottare       | Gren      | Heat     | Heat      | Kvartsfinal      | Kvartsfinal      | Semifinal        | Semifinal        | Final            | Final            |
| Idrottare       | Gren      | Resultat | Placering | Resultat         | Placering        | Resultat         | Placering        | Resultat         | Placering        |
| --------------- | --------- | -------- | --------- | ---------------- | ---------------- | ---------------- | ---------------- | ---------------- | ---------------- |
| Chiang Wai Hung | 100 meter | 10.70    | 6         | Gick inte vidare | Gick inte vidare | Gick inte vidare | Gick inte vidare | Gick inte vidare | Gick inte vidare |

## Fäktning
Herrar
| Lau Kwok Kin | Florett | McGuire (CAN) L 14-15 | Gick inte vidare | Gick inte vidare | Gick inte vidare | Gick inte vidare | Gick inte vidare | Gick inte vidare |

Damer
| Chan Ying Man | Florett | i.u. | Varga (HUN) L 3-15        | Gick inte vidare | Gick inte vidare | Gick inte vidare | Gick inte vidare | Gick inte vidare |
| Chow Tsz Ki   | Sabel   | i.u. | E. Jacobson (USA) L 11-15 | Gick inte vidare | Gick inte vidare | Gick inte vidare | Gick inte vidare | Gick inte vidare |

## Rodd
Herrar
| Idrottare              | Gren                    | Heat    | Heat      | Återkval | Återkval  | Semifinal | Semifinal | Final            | Final            | Final |
| Idrottare              | Gren                    | Tid     | Placering | Tid      | Placering | Tid       | Placering | Tid              | Placering        |       |
| ---------------------- | ----------------------- | ------- | --------- | -------- | --------- | --------- | --------- | ---------------- | ---------------- | ----- |
| Law Hiu Fung           | Singelsculler           | 7:28,16 | 3 R       | 7:10,72  | 2 SA/B/C  | 7:17,52   | 6 FC      | 7:10,75          | 18               |       |
| Lo Ting Wai So Sau Wah | Lättvikts-dubbelsculler | 6:43,49 | 5 R       | 6:41,09  | 5 SC/D    | 6:37,03   | 4         | Gick inte vidare | Gick inte vidare |       |

## Segling
Herrar
| Seglare   | Gren    | Lopp | Lopp | Lopp | Lopp | Lopp | Lopp | Lopp | Lopp | Lopp | Lopp | Lopp | Summerad poäng | Finalplacering |
| Seglare   | Gren    | 1    | 2    | 3    | 4    | 5    | 6    | 7    | 8    | 9    | 10   | M*   | Summerad poäng | Finalplacering |
| --------- | ------- | ---- | ---- | ---- | ---- | ---- | ---- | ---- | ---- | ---- | ---- | ---- | -------------- | -------------- |
| Chi Ho Ho | Mistral | 21   | 22   | 13   | 24   | 18   | 3    | 17   | 7    | 21   | 9    | 7    | 138            | 14             |

M = Medaljlopp; EL = Eliminerad – gick inte vidare till medaljloppet;
Damer
| Seglare      | Gren    | Lopp | Lopp | Lopp | Lopp | Lopp | Lopp | Lopp | Lopp | Lopp | Lopp | Lopp | Summerad poäng | Finalplacering |
| Seglare      | Gren    | 1    | 2    | 3    | 4    | 5    | 6    | 7    | 8    | 9    | 10   | M*   | Summerad poäng | Finalplacering |
| ------------ | ------- | ---- | ---- | ---- | ---- | ---- | ---- | ---- | ---- | ---- | ---- | ---- | -------------- | -------------- |
| Lee Lai Shan | Mistral | 3    | 8    | 5    | 1    | OCS  | 3    | 2    | 4    | 5    | 8    | 3    | 42             | 4              |

M = Medaljlopp; EL = Eliminerad – gick inte vidare till medaljloppet;

## Triathlon
| Triathlet  | Gren                | Simning (1,5 km) | Trans 1 | Cykling (40 km) | Trans 2 | Löpning (10 km) | Total tid  | Placering |
| ---------- | ------------------- | ---------------- | ------- | --------------- | ------- | --------------- | ---------- | --------- |
| Daniel Lee | Herrarnas triathlon | 18:17            | 0:19    | 1:05:38         | 0:19    | 39:35           | 2:03:30,39 | 43        |